# Silvano Cervato
Silvano Cervato (Caldogno, 4 maggio 1956 – Borno, 6 dicembre 1981) è stato un ciclista su strada italiano, professionista dal 1978 al 1981. Nei 4 anni di professionismo non ottenne alcuna vittoria, morì precocemente a soli 25 anni.

## Palmarès
- 1975 (dilettanti)

Giro del Piave
- 1977 (dilettanti)

Coppa Fratelli Paravano

## Piazzamenti

### Grandi Giri
- Giro d'Italia

1978: 67º
1979: 59º
1980: 48º
1981: 50º

### Classiche monumento
- Milano-Sanremo

1979: 93º
1980: 110º